# XD-Picture Card

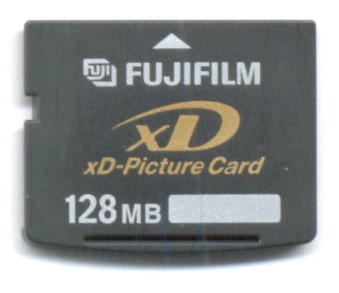
A 128 MB-os xD-Picture kártya előoldala

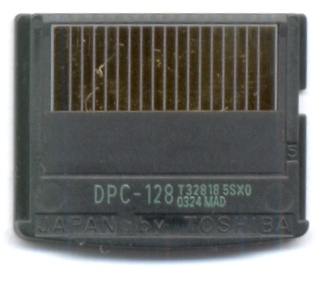
A 128 MB-os xD-Picture kártya hátoldala

Az xD-Picture kártya egy flash memória kártya, mely az Olympus és a Fuji közös fejlesztése és 2002-ben jelentették be. 18 érintkezős párhuzamos porton keresztül tartja a kapcsolatot a külvilággal. Jelenleg ez a kártya az egyetlen a piacon ami nem tartalmaz vezérlő áramkört, azt a használó készülékekbe építik be. Ezért is lehetséges, hogy csak az Olympus és a Fuji készülékek használják ezt a kártyatípust.

## Multi-Level Cell (M/M+) típus

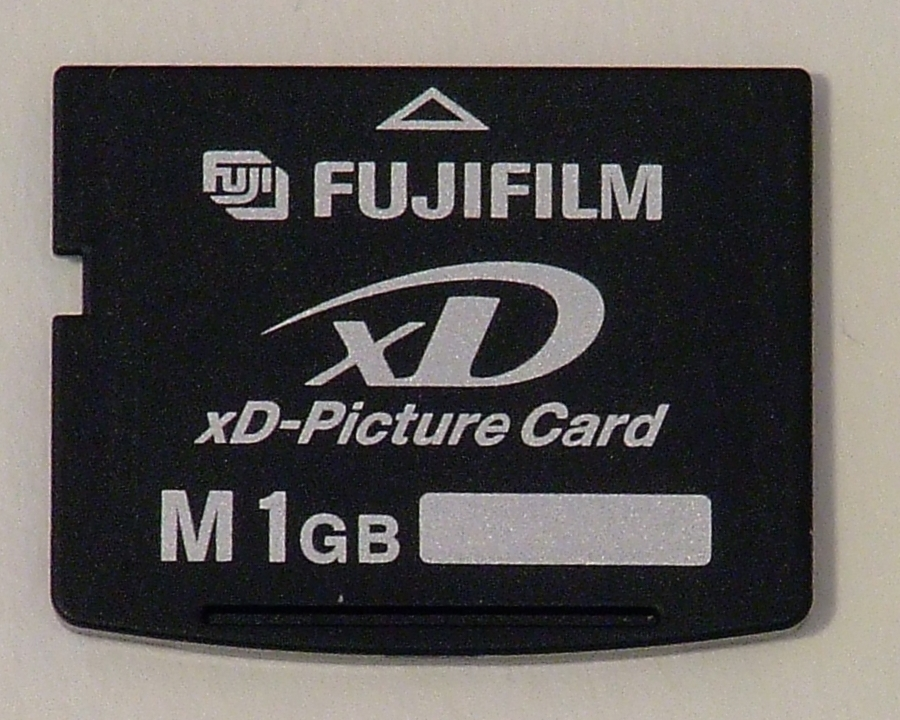
xD-Picture Card, 1 GiB, type M

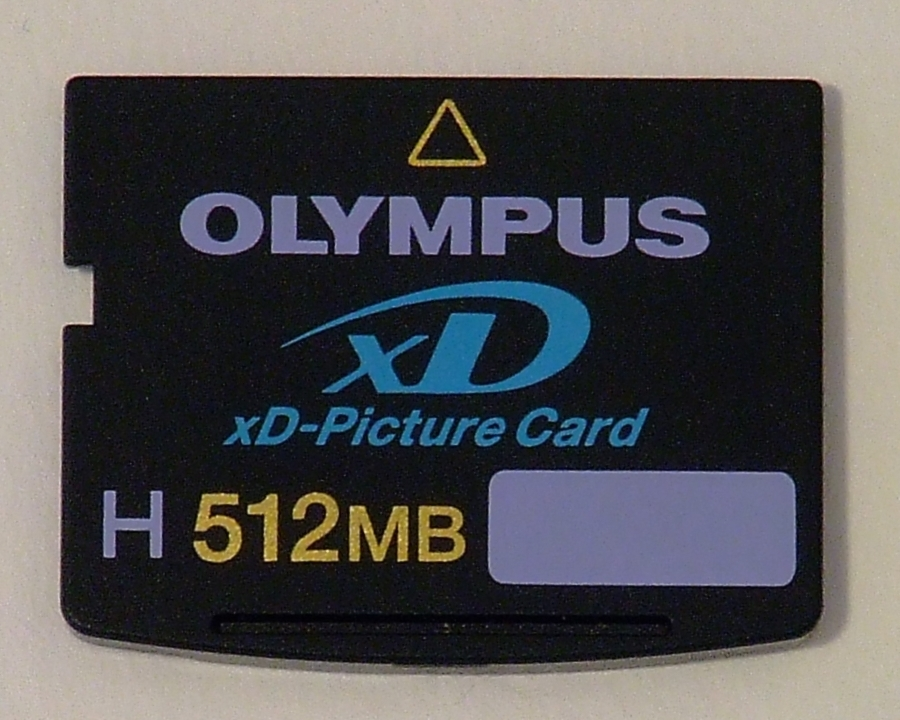
xD-Picture Card, 512 MiB, type H

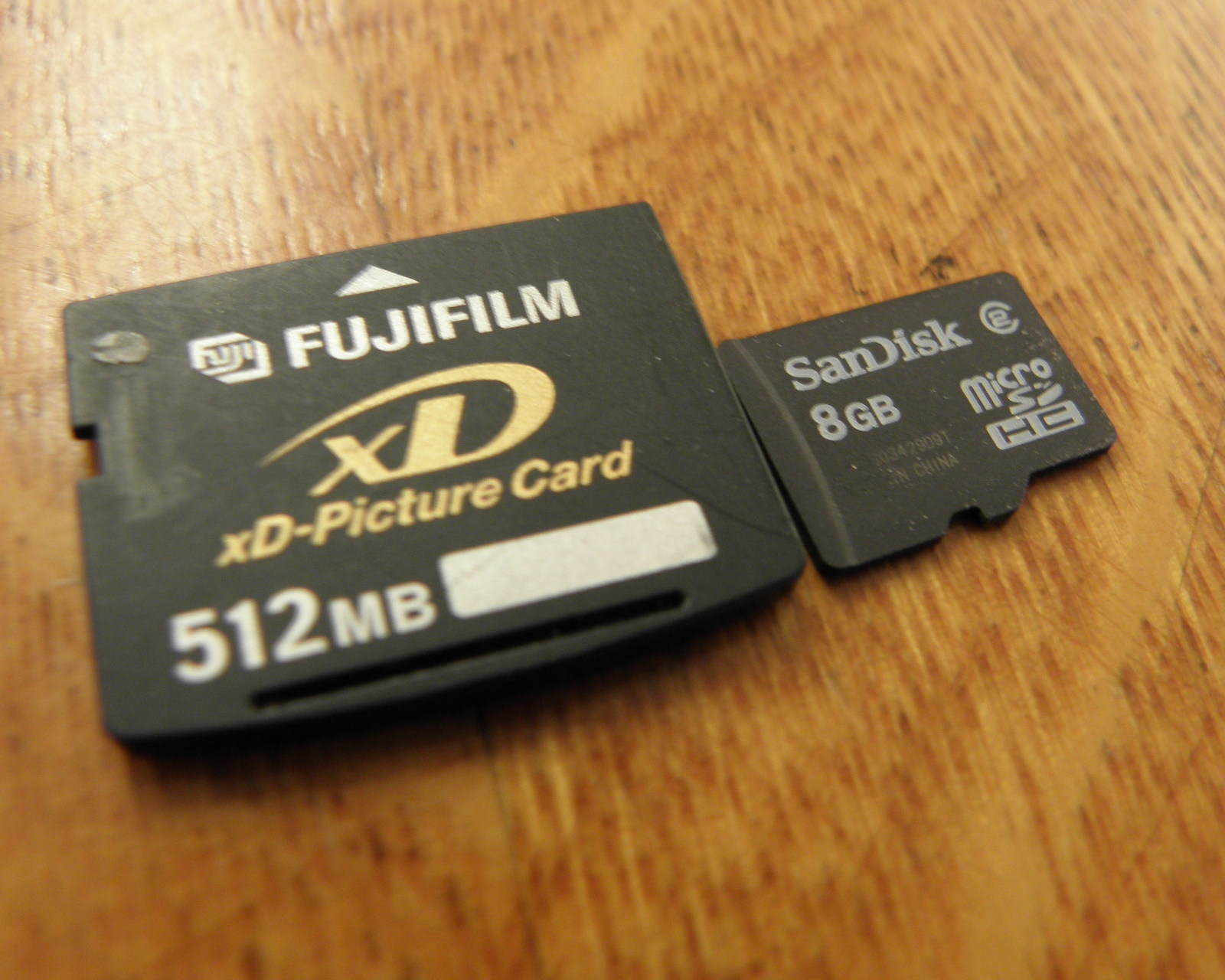
méret összehasonlítás egy XD-Picture kártya és MicroSD kártya között

A Multi-Level Cell (Több szintű cellás) technológia lehetővé teszi a nagyobb kapacitás elérését. Az így kialakított felépítéssel akár 8 GB méretű kártyák is gyárthatók. A kártyán ezt egy nagy M betűvel jelölik. Néhány régi fényképezőgéppel az új kártyák nem teljesen kompatibilisek, ezért vásárlás előtt érdemes tájékozódni.

## High Speed (H) típus
Mivel az egyre nagyobb pixelszámú képek mentése már túl lassúnak bizonyult az alap xD kártyákon, ezért kifejlesztették a High Speed (Nagy sebességű) újabb generációs kártyákat. A kártyán ezt egy nagy H betűvel jelölik. Néhány régi fényképezőgéppel az új kártyák nem teljesen kompatibilisek, ezért vásárlás előtt érdemes tájékozódni.

## Egyéb szolgáltatások
Extra szolgáltatásként az Olympus típusú xD-Picture kártyákon Olympus fényképezőgéppel  használhatjuk a beépített panoráma funkciót, ami már a kártyán előkészíti, majd a számítógépre töltés után az Olympus Master program segítségével automatikusan összefűzi az így készített képeket. A szoftveren keresztül a hozzáférési kód megadásával elérhetővé válnak úgynevezett művészi hatások, mint például a 3D, olajfestmény, vízfestmény és művészi rajz funkció.

## Adatok
- Méretei: 20 mm × 25 mm × 1,7 mm
- Üzemfeszültség: 2,7 – 3,6 V
- Tömeg: 2 g

| Típus    | Kapacitás                     | Írási sebesség (MB/s) | Olvasási sebesség (MB/s) |
| -------- | ----------------------------- | --------------------- | ------------------------ |
| Standard | 16 MB, 32 MB                  | 1,3                   | 5                        |
| Standard | 64 MB, 128 MB, 256 MB, 512 MB | 3                     | 5                        |
| M        | 256 MB, 512 MB, 1 GB, 2 GB    | 2,5                   | 4                        |
| H        | 256 MB, 512 MB, 1 GB, 2 GB    | 4                     | 5                        |
| M+       | 1 GB, 2 GB                    | 3,75                  | 6                        |

## Külső hivatkozások
- Olympus Magyarország honlapja
- Fujifilm Magyarország honlapja – Ismertető az új kártyákról Archiválva 2007. március 11-i dátummal a Wayback Machine-ben